# Jio
Reliance Jio Infocomm Limited (także Jio) – indyjski dostawca usług telekomunikacyjnych z siedzibą w Mumbaju. Przedsiębiorstwo zostało założone w 2007 roku.